# Codex Coislinianus (M)
Der Codex Coislinianus (M nach Rahlfs) ist eine Handschrift aus dem 7. Jahrhundert in griechischer Sprache (Septuaginta). Sie enthält den Text der Bücher Genesis bis 1. Könige des Alten Testaments fast vollständig.
Es sind 227 Pergamentblätter erhalten, die in zwei Spalten zu je 49 oder 50 Zeilen mit Unzialen beschrieben sind. Der Text ähnelt teilweise dem Codex Alexandrinus und enthält Elemente der Hexapla. Es gibt zahlreiche Anmerkungen mit Zitaten aus dem Neuen Testament. Im 9. Jahrhundert wurden weitere Anmerkungen hinzugefügt.
Die Handschrift kam für Kanzler Pierre Séguier (1588–1672) Mitte des 17. Jahrhunderts „aus dem Osten“ nach Paris. Bernard de Montfaucon beschrieb sie als erster in seiner Biblioteca Coisliniana 1715. Die Handschrift befindet sich heute in der Bibliothèque nationale in Paris mit der Signatur Cod. Cosl. gr. 1.

## Text
Der Text wurde von Bernard de Montfaucon, Konstantin von Tischendorf (Monumenta sacra inedita. Nova collectio. Leipzig 1846) und Harry Stovell Cronin gedruckt.